# Pleomele halapepe
Pleomele halaapepe là một loài thực vật có hoa thuộc họ Ruscaceae là loài đặc hữu của hòn đảo Oʻahu ở Hawaiʻi. 
Chúng hiện đang bị đe dọa vì mất môi trường sống.